# Binningen (Nadrenia-Palatynat)
Binningen – miejscowość i gmina w Niemczech, w kraju związkowym Nadrenia-Palatynat, w powiecie Cochem-Zell, wchodzi w skład gminy związkowej Kaisersesch. Do 30 czerwca 2014 wchodziła w skład gminy związkowej Treis-Karden.